# Les Licornes
Les Licornes est un tableau de Gustave Moreau, conservé au Musée Gustave-Moreau.

## Description
La toile peinte (à une date inconnue) par Gustave Moreau, de 1,15 m de haut sur 0,90 m de large, s'inspire librement de l'ensemble de tapisseries connu sous le nom de La Dame à la licorne, elles-mêmes conservées au musée de Cluny.
Gustave Moreau lui-même parlait du tableau et de son sujet comme d'« une île enchantée avec une réunion de femmes, uniquement de femmes donnant le plus précieux prétexte à tous les motifs de plastique ». Le tableau montre au loin la nef qui a amené les jeunes femmes, dont le bras entoure le cou de licornes impassibles ; ces animaux de légende avaient, comme on le sait, la réputation de ne se laisser approcher que par des vierges, idée confortée par le lys -  symbole de pureté - que l'une d'elles tient en main.